# Mesochorus dimidiator
Mesochorus dimidiator là một loài tò vò trong họ Ichneumonidae.